# Incendio de la cárcel de Kingstree
El incendio de la cárcel de Kingstree mató a 22 prisioneros en la noche del lunes 7 de enero de 1867, en la capital del condado de Williamsburg, Kingstree, Carolina del Sur, Estados Unidos. Un prisionero blanco escapó del edificio y sobrevivió, pero todos los prisioneros afroestadounidenses, encarcelados en el tercer piso, murieron. Los intentos de rescatar a los 19 hombres y 3 mujeres que quedaron en el edificio fueron ineficaces. Cuando se tomó acción, el humo y el calor eran abrumadores.
La causa del incendio nunca se hizo pública. Algunas fuentes especulan que los prisioneros provocaron el incendio, mientras que otras refutan esta afirmación. Más de medio siglo después del hecho, un libro sobre historia local afirmó que el incendio fue iniciado por el solitario prisionero blanco del edificio, quien al parecer estaba en la cárcel por deudas impagas. Es posible que tuviera permiso para recorrer el edificio sin obstáculos, mientras que los libertos (encarcelados por diversos cargos no violentos), fueron mantenidos en el piso superior, a puertas cerradas.
Al parecer hubo un retraso notable en la obtención de las llaves de la cárcel y en el intento de rescate, por lo que el Ejército de Estados Unidos hizo arrestar y encarcelar a los responsables. Los tres, el sheriff Samuel P. Mathews, el ayudante Jacob S. Beck y el asistente James P. Barrineau, fueron absueltos de los cargos de negligencia y asesinato por un jurado en un tribunal del condado de Williamsburg.

## Antecedentes
Kingstree está ubicado en la llanura costera de Carolina del Sur, a lo largo de las orillas del Black River, aproximadamente 70 millas (110 km) al norte de Charleston. El distrito de Williamsburg, aproximadamente delimitado al noreste por el río Lynches y al suroeste por el río Santee, fue colonizado por primera vez por los británicos, como parte de la provincia de Carolina del Sur. Durante la guerra de Independencia de los Estados Unidos, Francis Marion utilizó regularmente la zona para operaciones guerrilleras. La región tiene una gran cantidad de humedal es de baja altitud y, por lo tanto, malaria endémica. Durante la mayor parte del siglo XIX, la agricultura en Carolina del Sur estuvo dominada por plantaciones de algodón y arroz a gran escala propiedad de blancos y trabajadas por negros. El condado de Williamsburg también era una región maderera y albergaba destilerías de trementina. La esclavitud en Carolina del Sur estaba muy extendida, incluso en comparación con otros estados esclavistas, y la región tuvo una mayoría negra durante los siglos XVIII y XIX. Al comienzo de la guerra de Secesión, casi la mitad de las familias blancas poseían esclavos. En 1860, había 5187 blancos, 43 personas «de color libres» y 10 259 personas esclavizadas viviendo en el condado de Williamsburg.

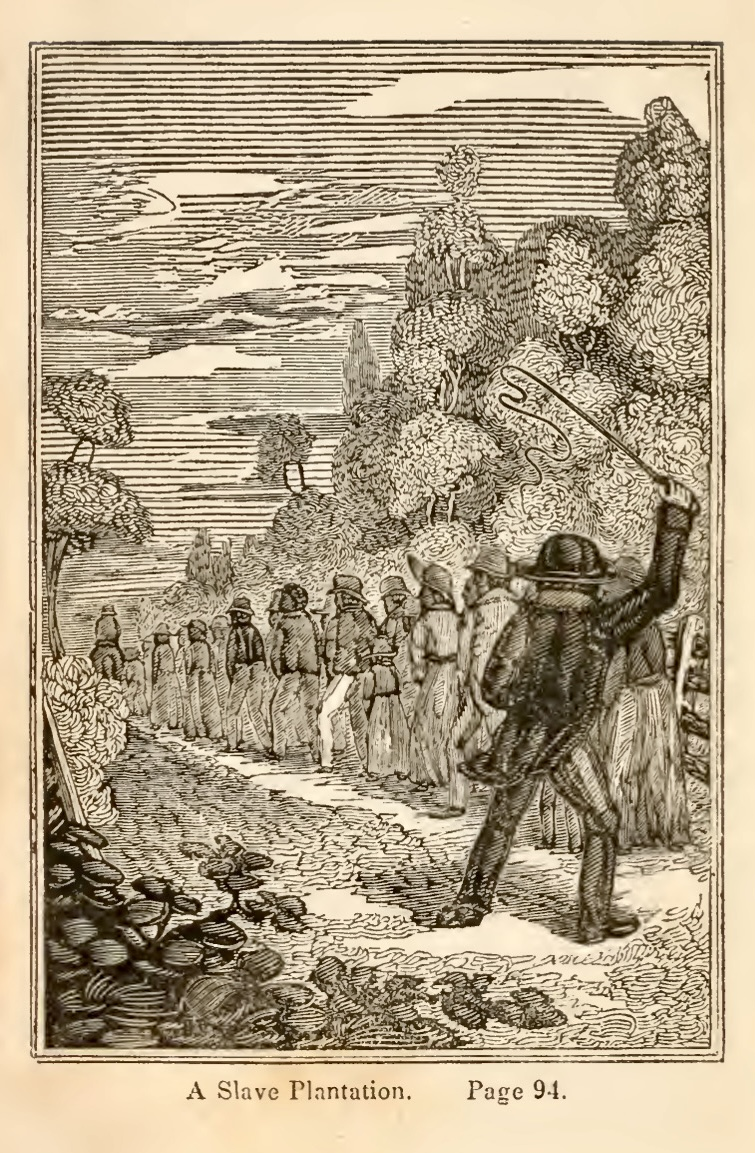
«A Slave Plantation» (Picture of Slavery in the United States of America del reverendo George Bourne, 1834).

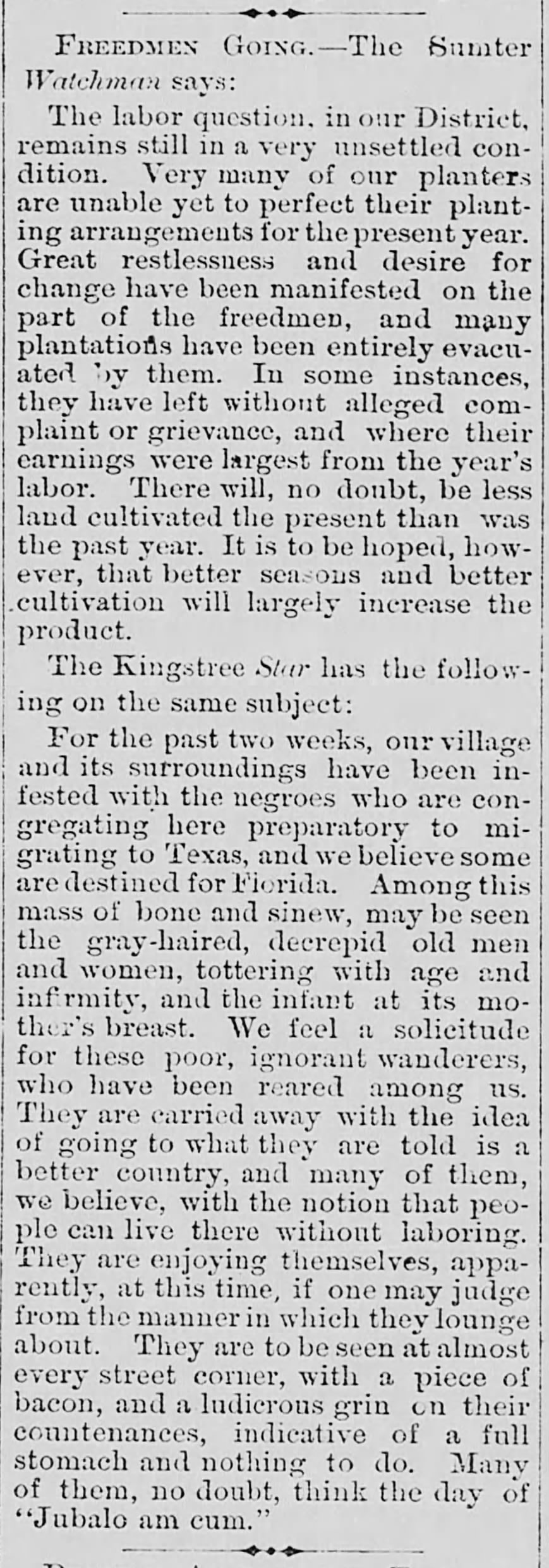
«Freedmen Going»: The Daily Phoenix del 20 de enero de 1867 reimprimió noticias de Sumter y Kingstree sobre la «inestable» situación laboral en la región.

Tras la derrota militar de la Confederación, el país entró en un período conocido como Reconstrucción, y los libertos de Kingstree comenzaron a organizarse como trabajadores. Los dueños de plantaciones blancas se estaban confabulando para reducir los salarios que ahora tenían que pagar a los trabajadores agrícolas; a su vez, los hombres y mujeres negros del Distrito de Williamsburg comenzaron a celebrar reuniones masivas «para decidir un plan para compensar el plan». Los libertos amenazaron con «emigrar a Florida si no podían obtener términos 'razonables y justos'». Según el historiador de la Reconstrucción Eric Foner: 

Un funcionario federal que investigaba informes sobre una insurrección inminente en Kingstree, Carolina del Sur, concluyó que los temores exagerados «surgen del temor, por parte de los plantadores, a que los liberados hagan valer sus derechos de manumisión». Los negros portando armas o, como en Kingstree, marchando «con los colores rojos ondeando» para exigir mejores condiciones contractuales, simbolizaban la transformación revolucionaria en las relaciones sociales provocada por la emancipación.

Durante el invierno de 1865 y principios de 1866, los blancos del condado de Williamsburg temieron una insurrección violenta por parte de los antiguos esclavos, que constituían el 57 por ciento de la población del estado. Debido a una idea ahora conocida como haitianismo, los sureños conservadores de la época creían que «nuestros esclavos negros, que habían sido amables, fieles y verdaderos con nosotros durante la guerra», bien podrían ser transformados por la Proclamación de Emancipación en «los salvajes que empalaron a los bebés blancos y violaron a sus madres en Santo Domingo». Un oficial del ejército fue enviado al área para investigar y «su informe final fue un ataque mordaz al alcalde y al consejo por actuar como 'ancianas asustadas' y alarmar innecesariamente a los blancos del área». Los blancos habían informado «un aumento en los servicios religiosos nocturnos por parte de los negros». Se formó un comité de ciudadanos, y terminó atacando al menos a una decena de libertos, expulsando a dos maestros de escuela yanqui s de la ciudad y realizando una operación encubierta para obtener una lista de quejas de los libertos locales. Según los registros de la Oficina de Libertos: «Dieciséis de los negros más expresivos fueron perseguidos, golpeados y acusados de planear un asesinato en masa». El año siguiente, 1866, el gobernador de Carolina del Sur, James Orr, recibió informes adicionales de un levantamiento inminente.
La violencia contra los negros en el condado de Williamsburg fue parte de un movimiento revanchista generalizado en Carolina del Sur: «... los justicieros mataron a numerosos afroamericanos durante la Reconstrucción. Los periódicos y revistas del norte brindaron una amplia cobertura de la violencia de los blancos contra los negros, y frenaron la agresión blanca hasta cierto punto». Más sustancialmente, Carolina del Sur y todos los demás estados secesionistas (excepto Tennessee) estuvieron sujetos a la ocupación continua por parte del Ejército de los Estados Unidos bajo las Leyes de Reconstrucción; Carolina del Sur estaba en el Segundo Distrito Militar. En parte como resultado de la ansiedad de los exconfederados, se colocó una guarnición en Kingstree bajo el mando del teniente Ross.

## Incendio
El 6 de enero de 1867, el sheriff y el teniente Ross inspeccionaron la cárcel del condado de Williamsburg y comprobaron que todo funcionaba correctamente. Según el Charleston Daily News, se programó un cambio de carceleros para el día siguiente, el día del incendio; el antiguo carcelero, James P. Barrineau, ya no estaba en la residencia, pero «aún no había entregado las llaves al Sr. [Jacob] S. Beck, el nuevo carcelero».
Según el Kingstree Star, el incendio se detectó por primera vez entre las 8 y las 9 de la noche del 7 de enero, cuando una persona no identificada oyó un «ruido retumbante en los pisos superiores de la cárcel, como si se estuvieran sacudiendo las puertas de hierro, seguido inmediatamente por el grito de fuego». El Charleston Daily News informó que «el incendio fue descubierto por un negro, que se lo informó al Sr. Beck».

Inmediatamente se envió información al Sr. Barrineau; pero a su llegada afirmó que no podía entregar las llaves sin la autorización del Sheriff y que no podía asumir la responsabilidad de liberar a los prisioneros. En ese momento no se observó nada más que una pequeña humareda, y la demora no parecía peligrosa. A la llegada del Sheriff, éste consideró aconsejable contar con la sanción del teniente al mando, y se envió a buscar a ese oficial. Aconsejó la pronta apertura de la cárcel, y se abrió la primera puerta, pero el humo salió en tales torrentes que fue imposible entrar... Ha sido un suceso de lo más desafortunado y, sucediendo en un momento en que el país está desgarrado por disputas internas, el partido radical puede construir una interpretación para responder a sus propios fines... Es motivo de gran pesar que por una estricta adherencia al principio de la burocracia se haya perdido tanto tiempo valioso, y cuando finalmente se resolvieron los preliminares, ya era demasiado tarde para hacer algo más que presenciar la destrucción del edificio.
—Charleston Daily News, 10 de enero de 1867

Una historia del condado de 1923 afirmaba que el incendio había sido iniciado «en algún momento de la noche» por el único prisionero blanco alojado en el edificio, en un intento de hacer un agujero en la pared y escapar. Los relatos contemporáneos sobre el conflicto del único superviviente son un poco más detallados: según el Kingstree Star, un civil llamado M. McBride entró en el edificio y abrió la «habitación» del segundo piso de Robert H. Flinn, «un hombre blanco... confinado bajo fianza». El Daily News también informó: «El hombre blanco que escapó está actualmente bajo la custodia de los soldados de los Estados Unidos y como su juicio tendrá lugar la semana que viene, es posible que se revelen algunos hechos que se desconocen en este momento». El sheriff Mathews, el teniente Ross y McBride aparentemente entraron juntos en el edificio, pero Mathews y Ross se vieron obligados a salir por el denso humo, y solo McBride pudo llegar hasta Flinn. Según el Kingstree Star, McBride «cayó dos veces asfixiado antes de llegar al pie de la escalera», y el Charleston Daily News añadió que «su humanidad casi le cuesta la vida, ya que estuvo insensible durante una hora y media como consecuencia de haber inhalado el humo».
Una vez que se determinó que era imposible entrar al edificio desde la planta baja, «casi todos los ciudadanos del pueblo» y los soldados del ejército estadounidense en la guarnición de la ciudad intentaron un rescate desde afuera. El Kingstree Star describió «esfuerzos extenuantes... con la ayuda de escaleras, para quitar la reja de una de las ventanas, que resultaron ineficaces», pero que «Joe y William Blakely (de color) particularmente despertaron nuestro elogio» por sus esfuerzos de rescate. El soldado William Green «subió por una escalera en el momento más peligroso y ascendió a una ventana del tercer piso», y «pasando un hacha, llamó a los negros para que rompieran los barrotes y escaparan; uno de ellos tomó el hacha, pero exclamando: '¡Es demasiado tarde!' cayó de espaldas en el humo».
Se desconoce la causa del incendio. Según el Charleston Daily News, se originó en el segundo piso, aparentemente entre el suelo y el techo. Como a los negros no se les permitía usar fuego, todo el asunto está envuelto en misterio... Ninguno de los negros fue confinado por delitos graves, excepto uno por asesinato, en cuya habitación se supone que se originó el fuego». Esta afirmación entra en conflicto con la lista de víctimas reportada por el Kingstree Star, que no menciona el asesinato, sino que las personas asesinadas fueron encarceladas por robo (3), robo de algodón, robo de ganado (9), quema de cercas, «resistencia a un oficial», «por perturbar la paz y resistencia a un oficial», robo de una mula, recepción de bienes robados (3) y robo de arroz.
El edificio de cuatro pisos, que no tenía agua, escaleras ni otras precauciones contra incendios, fue destruido («sólo queda un cascarón»). Las nubes de humo denso que se elevaban sobre la ciudad eran visibles a kilómetros de distancia.
El Charleston Mercury, el periódico propiedad de Robert Barnwell Rhett, uno de los políticos Fire-Eaters (demócratas que abogaban por la separación de los estados esclavistas de la Unión) de Carolina del Sur, y editado por su hijo R. Barnwell Rhett Jr., publicó un relato breve, vívido y gráfico que estaba fechado el 9 de enero y sugería que los reclusos muertos eran responsables del incendio:

Sus chillidos y alaridos a medida que se les iba cerrando poco a poco toda esperanza de escapar resultaban repugnantes para los indefensos espectadores, y con el silbido y crepitar de las llamas, que parecían deleitarse salvajemente en su trabajo, formaban una escena que, horrorizada, podría haber rivalizado con el propio Pandemonium. En muy poco tiempo cesaron los gritos y gemidos, y de los 22 negros no quedó más que una masa carbonizada, ennegrecida e informe. Se supone que la cárcel fue incendiada por los negros con la esperanza de escapar, pero sus esfuerzos sólo lograron su destrucción total.

El 29 de enero, un periódico de Pensilvania publicó una denuncia sin fuentes de que el incendio había sido provocado. The Nation dijo que las muertes fueron el resultado de una «vacilación inhumana» por parte del carcelero y el sheriff. John Schreiner Reynolds, bibliotecario de la Corte Suprema de Carolina del Sur, dijo en su libro de 1905 Reconstruction in South Carolina que «según los relatos de los periódicos dados en ese momento, [el incendio fue] causado por el acto de algunos de los prisioneros negros que intentaron escapar». Una historia extensa del condado de Williamsburg publicada en 1923 afirmó que había habido 27 muertes, no 22.

## Lista de muertos
| Nombre             | Cargo                                       |
| ------------------ | ------------------------------------------- |
| Josiah Alston      | robo de arroz                               |
| Lunnon Brown       | robo de vaca                                |
| Nelson Brown       | robo con fractura                           |
| Doctor Graham      | robo de vaca                                |
| Ellis Graham       | robo con fractura                           |
| Julius Graham      | robo con fractura                           |
| Louisa Graham      | recibir bienes robados                      |
| Nancy Graham       | quema de valla                              |
| Harry Scott        | resistencia a un oficial                    |
| Lewis Scott        | perturbar la paz y resistencia a un oficial |
| John Sessions      | recibir bienes robados                      |
| John Shaw          | robo de algodón                             |
| Charles Singletary | robo de vaca                                |
| Jack Speights      | recibir bienes robados                      |
| Nias Speights      | robo de vaca                                |
| Wesley Speights    | robo de vaca                                |
| Charles Tisdale    | robo de vaca                                |
| Cyrus Tisdale      | robo de vaca                                |
| John Tisdale       | robo de vaca                                |
| Minda Tisdale      | robo de vaca                                |
| Sam Witherspoon    | robo de mulas                               |

## Investigación y juicio

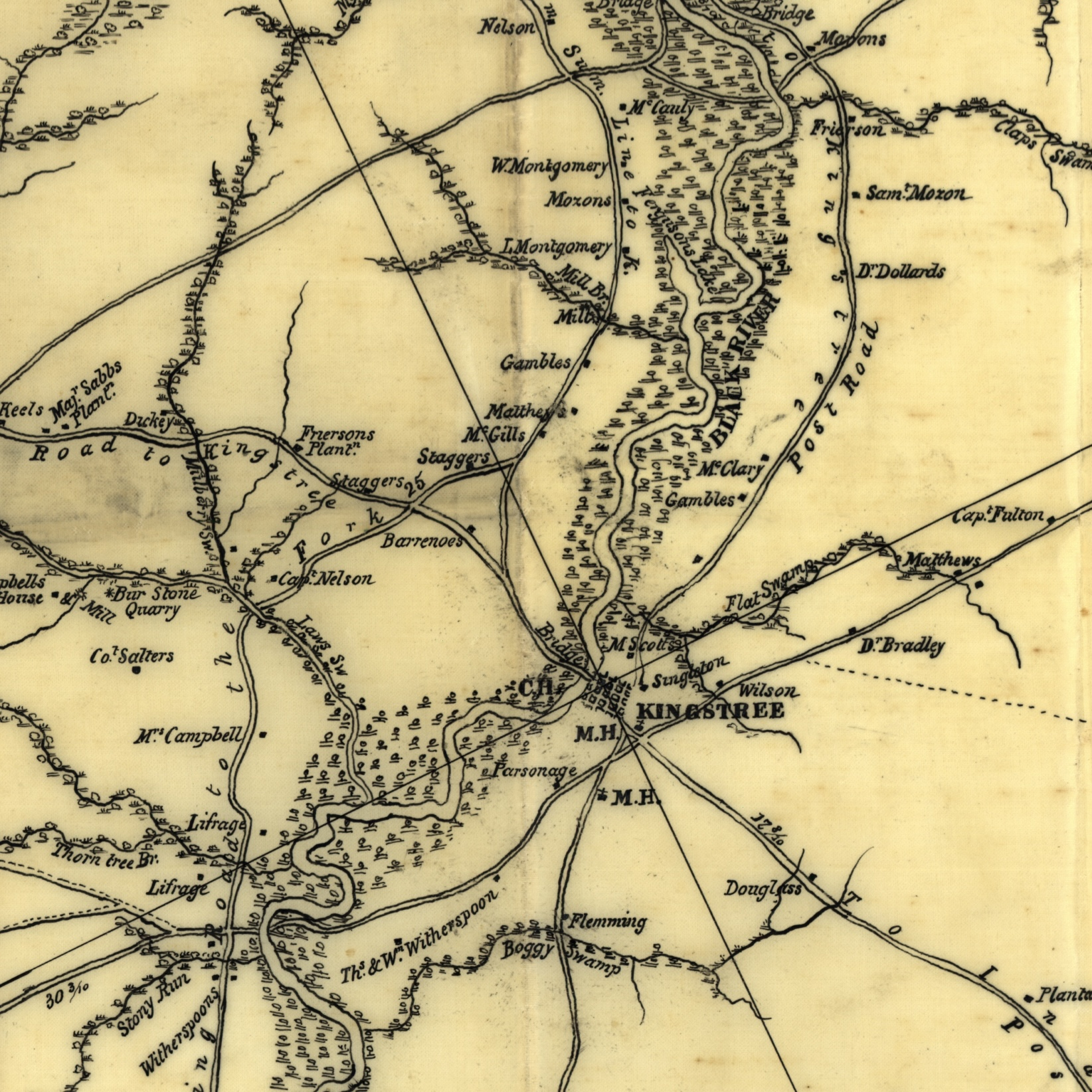
Mapa del Ejército de los EE. UU. del área de Kingstree durante la guerra de Secesión.

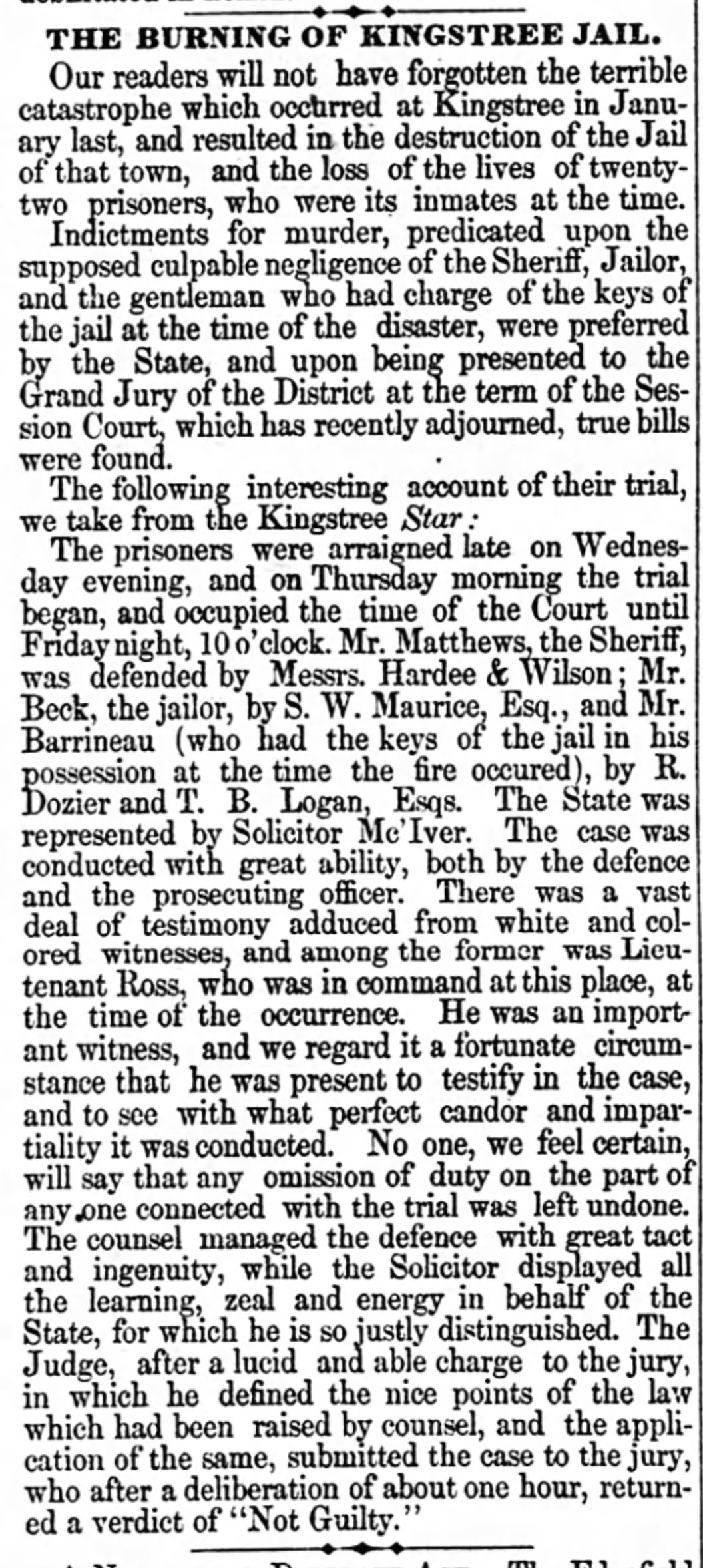
Relato del juicio publicado en el Kingstree Star, reimpreso en el Yorkville Enquirer, York, SC, 25 de abril de 1867.

Según una carta del 10 de enero del Capitán Cloud y el Brig. General H. K. Scott que fue reimpresa en el Congressional Record:

El artículo afirma que el carcelero, que tenía las llaves, se negó a abrir las puertas sin la autorización del sheriff, y el sheriff se negó a actuar sin las órdenes del teniente al mando de las tropas en Kingstree. Esta afirmación presenta un grado de barbarie que parecería increíble excepto en una comunidad donde no se da ningún valor a las vidas de los ciudadanos de color. El comandante general ordena que se lleve a cabo una investigación inmediata y exhaustiva de este asunto; que mientras tanto arresten al sheriff y al carcelero, y si los hechos resultan ser los indicados, los mantengan en confinamiento militar bajo el cargo de homicidio hasta que las autoridades civiles estén listas y dispuestas a juzgarlos.

Lo único que quedó para que los investigadores pudieran examinar fueron partes de tres cuerpos. Edward J. Porter fue el presidente del jurado forense. Texas B. Logan fue juez de distrito y también forense interino. El informe del jurado forense determinó que:

el incendio se originó entre el techo del segundo piso y el piso del tercer piso; que fue comunicado por algunos de los prisioneros confinados en la cárcel, pero ya sea que se haya comunicado por accidente o intencionalmente, el jurado no puede llegar a ninguna conclusión. Descubrimos además que si el carcelero hubiera estado en el lugar que le correspondía en la cárcel y con las llaves en su poder cuando se descubrió por primera vez que la cárcel estaba en llamas y cuando se dio la alarma por primera vez, las tres mujeres y tal vez más prisioneros podrían han sido salvados y que por esta negligencia y abandono del deber el sheriff y el carcelero son censurables.

El 18 de enero, el Ejército de los EE. UU. arrestó al sheriff del condado por cargos de «negligencia criminal y negligencia en el cumplimiento del deber». El sheriff, su adjunto y el asistente fueron arrestados mientras trabajaban en el tribunal de distrito, y fueron confinados en Castle Pinckney en el puerto de Charleston. Beck, el carcelero, y Barrineau, que tenía las llaves esa noche, estuvieron retenidos en Castle Pinckney durante 13 días antes de ser puestos en libertad bajo custodia local el 30 de enero.

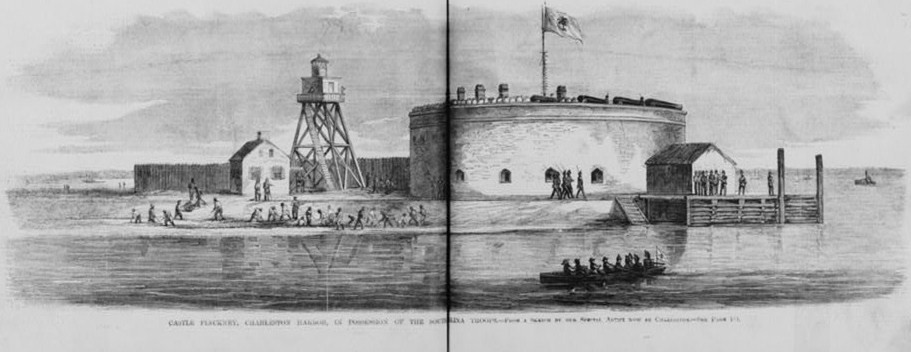
Vista del castillo Pinckney c. 1861.

Los tres funcionarios del condado (sheriff, ayudante y asistente) fueron procesados por cargos de asesinato el 10 de abril y juzgados el 11 y 12 de abril. El juez del condado en ese momento puede haber sido John G. Pressley o Charles W. Wolfe Sr. Los tres acusados fueron absueltos el 12 de abril de 1867 por un jurado que deliberó durante una hora a partir de las 10 p. m. Las respuestas al veredicto variaron; un periódico de Ohio informó en mayo:

Como se recordará, veintidós libertos murieron quemados vivos en la cárcel de Kingstree el pasado mes de enero. El sheriff, el carcelero y el asistente fueron acusados y juzgados por su asesinato y acaban de ser absueltos. ¡La idea de condenar a un hombre en Carolina del Sur por quemar a una veintena de «niggers»! ¡Absurdo!

Mientras que un reciente estudioso de la Reconstrucción dijo que:

El orden posterior a la guerra perturbó a los blancos que hasta entonces se beneficiaban de un sistema de castas construido sobre los cimientos de la esclavitud. Las élites blancas [de Carolina del Sur] recurrieron a los tribunales en busca de ayuda para controlar la mano de obra negra. Los blancos rara vez eran arrestados y juzgados por asesinatos cometidos durante incursiones extralegales contra afroestadounidenses, y cuando eran juzgados, el jurado casi siempre no condenaba a los blancos implicados en violencia contra los negros.

## Legado

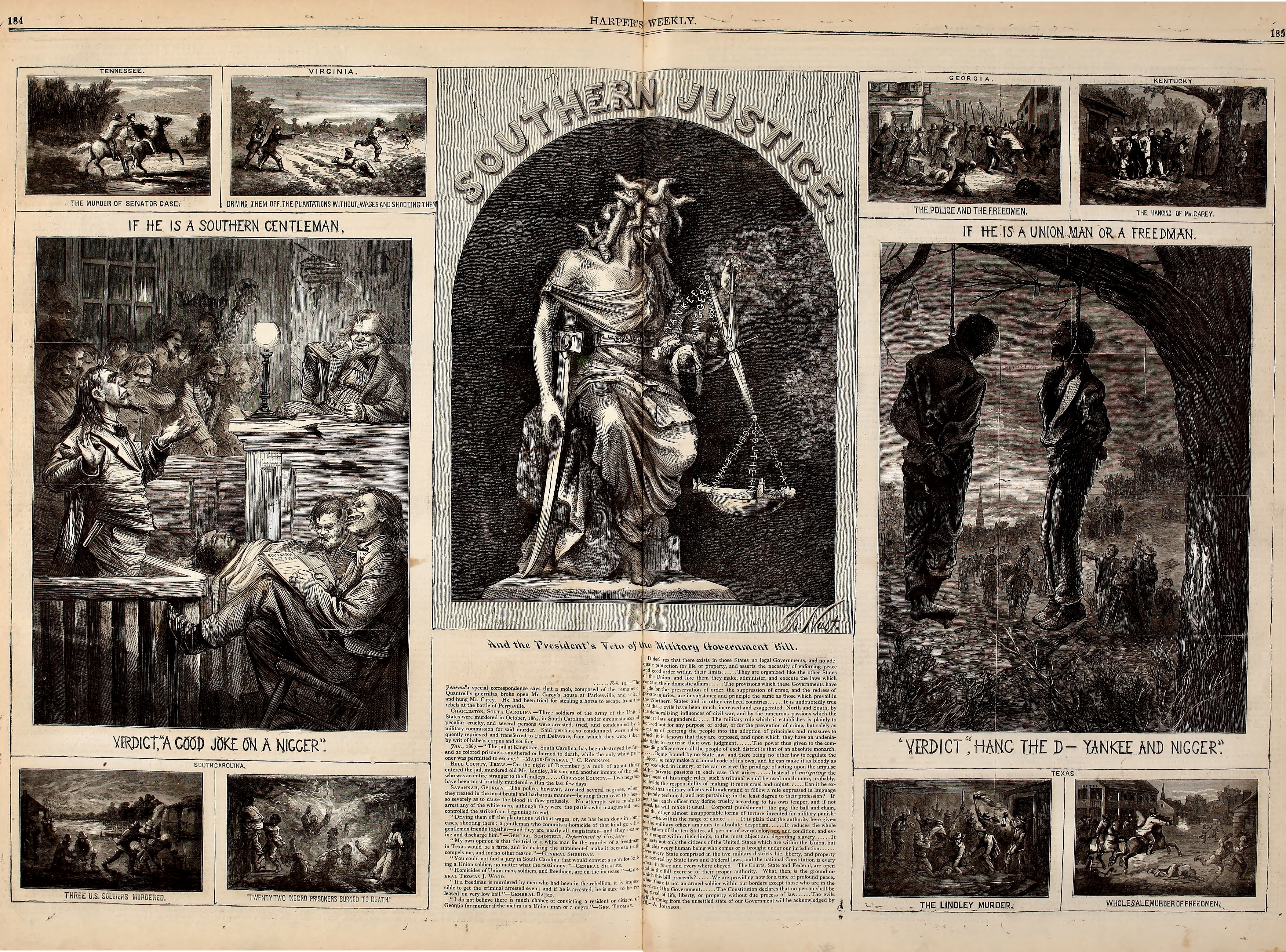
Southern Justice representó a Andrew Johnson con cabeza de Medusa y citó su mensaje de veto a la reconstrucción militar.

Una caricatura de Thomas Nast llamada Southern Justice (publicada en la edición del 23 de marzo de 1867 de Harper's Weekly) abogaba por la continuación de la ocupación militar de la Confederación derrotada e incluía una representación imaginada por un artista de la escena dentro de las celdas del tercer piso. El texto de la caricatura incluía una cita del general John C. Robinson que decía que «...al único prisionero blanco se le permitió escapar».
La activista negra Frances Ellen Watkins Harper visitó Kingstree en una gira de conferencias y mencionó el incendio de la cárcel en una carta fechada el 11 de julio de 1867:

Fue un asunto muy triste. Sólo había un prisionero blanco y salió. Creo que se hicieron algunos esfuerzos para liberar a algunos de los prisioneros; pero el humo era tal que el esfuerzo resultó inútil. Bueno, en honor a nuestra naturaleza humana común, podemos esperar que así fuera.

En noviembre de 1867, Stephen A. Swails «publicó un proyecto de ley para regular la selección de jurados en el condado de Williamsburg». El condado había desegregado los jurados en 1869.

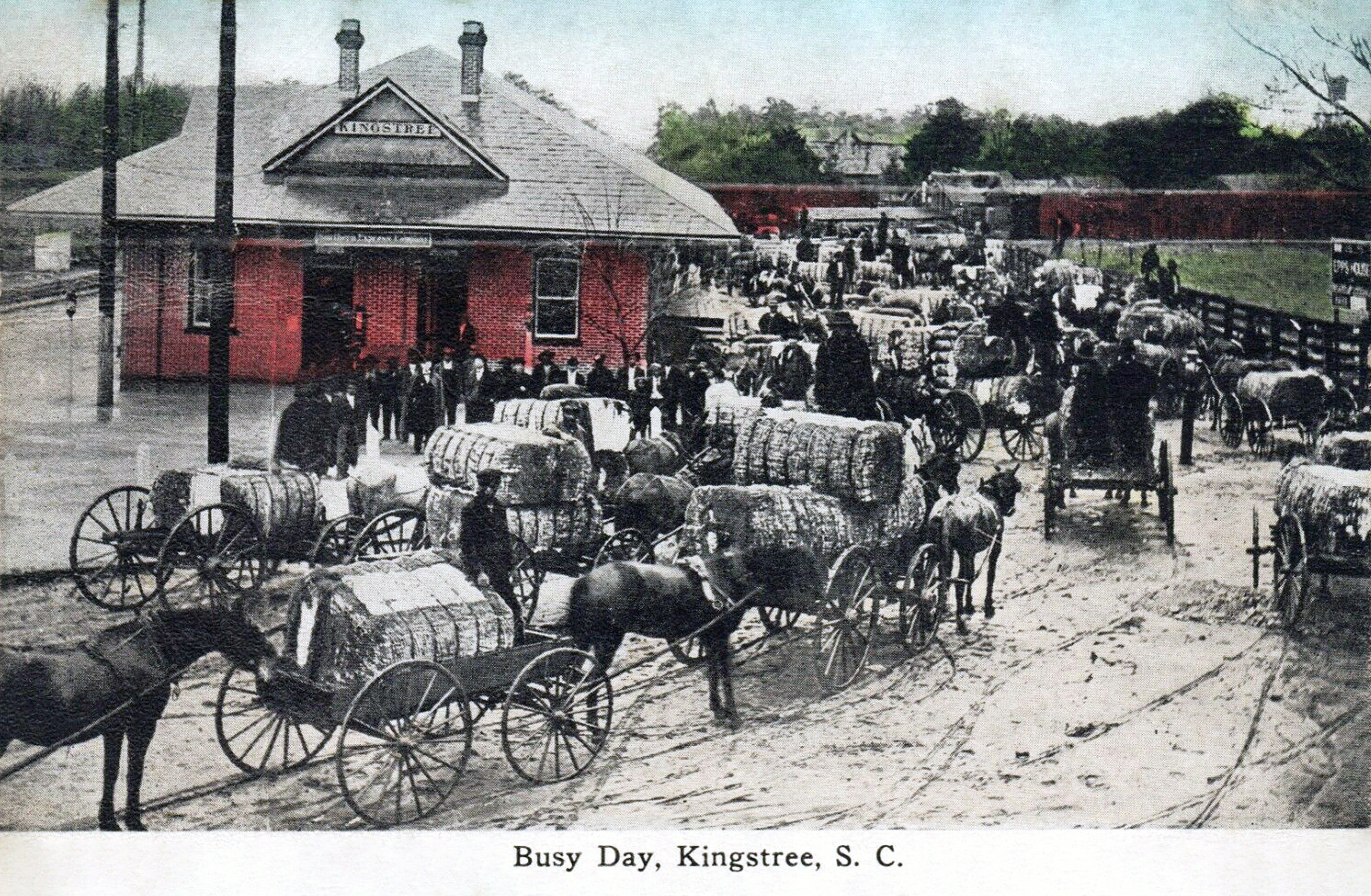
Llevando algodón al mercado a través del depósito de Kingstree, c. 1910.

Según la historia de 1923, el condado no tuvo una cárcel dedicada a ello durante casi ocho años después del incendio. Tras la construcción de un nuevo edificio para la cárcel del condado, un gran jurado formado en 1875 informó que «ha habido una gran negligencia por parte de los encargados de la custodia de criminales y delincuentes contra la paz y el bienestar públicos». El informe del gran jurado enumeró tres fugas sospechosas: Bill Shaw, «condenado por un delito grave y sentenciado a la penitenciaría»; Charles Cooper, acusado de asesinato, sacado de la cárcel «sin suficiente autoridad ni orden judicial, y llevado al Depósito Salters en el Ferrocarril del Noreste y allí se le permitió escapar»; y Tom James, encarcelado por cargos de hurto, a quien se le permitió «salir de los muros de la prisión sin guardia». El gran jurado concluyó:

Estos diversos casos de fuga marcan un rumbo por parte de los agentes de la ley que al Gran Jurado le parece criminalmente negligente y el bienestar público exige, y el buen orden del gobierno, que se lleve a cabo una investigación exhaustiva sobre la conducta de estos se hagan servidores públicos.